# Clearco di Reggio
Clearco (in greco antico: Κλέαρχος?; VI secolo a.C.) è stato uno scultore greco antico originario di Rhégion, l'antica Reggio Calabria.

## Vita
L'unica fonte relativa a questo scultore è Pausania che lo ricorda come maestro di Pitagora di Reggio e a sua volta allievo di Eucheiros (Paus., VI.4.4), scultore di Corinto datato intorno al 550 a.C. In un passo incluso nel libro dedicato alla Laconia (III.17.6) Pausania ricorda Clearco come autore di uno sphyrelaton di Zeus che si trovava nel tempio di Atena Chalkioikos a Sparta, aggiungendo che si trattava del più antico Zeus bronzeo mai eseguito. Dopo aver descritto la tecnica tramite la quale si forgiava questo tipo di statua (realizzata con lamine bronzee battute e inchiodate) Pausania aggiunge che Clearco si diceva fosse stato allievo di Dipoinos e Skyllis (allievi e forse figli del mitico Dedalo) o forse, allievo di Dedalo stesso.
Gli sphyrelata conservatisi sino ai nostri giorni sono datati al VII secolo a.C.; smisero di essere eseguiti quando fu perfezionata la tecnica della fusione cava intorno alla metà del VI secolo a.C. Il problema relativo alla cronologia di Clearco è risolvibile ipotizzando l'autore dello Zeus di Sparta e il maestro di Pitagora come due scultori differenti, oppure ipotizzando il lavoro di Clearco a Sparta solo in qualità di restauratore di un'effigie antica.